# خرم اینام
خرم اینام (انگلیسی: Khurram Inam؛ زادهٔ ۲۸ اکتبر ۱۹۶۶)  تیرانداز اهل پاکستان است. وی در بازی‌های المپیک تابستانی ۲۰۰۰، ۲۰۰۴ و ۲۰۱۲ شرکت کرده‌است.